# 진 뮤어

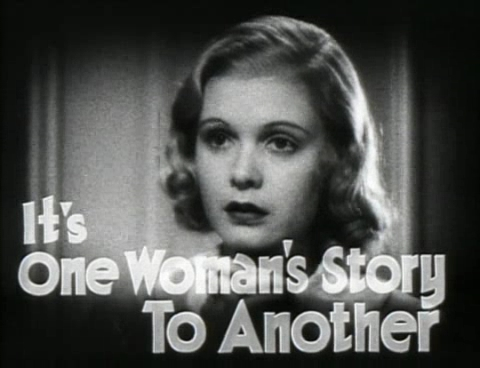

진 뮤어(Jean Muir, 1911년 2월 13일 ~ 1996년 7월 23일)는 미국의 배우, 연극 배우, 영화배우, 텔레비전 배우이다.
메사에서 사망하였다.

## 영화
- 배신 (1983년)
- 영원의 처녀 (1943년)
- 오일 포 더 램프 오브 차이나 (1935년) - 앨리스 웰먼 역
- 한여름 밤의 꿈 (1935년)
- 더 월드 체인지 (1933년)